# Slackia faecicanis
Slackia faecicanis es una bacteria grampositiva del género Slackia. Fue descrita en el año 2005. Su etimología hace referencia a heces de perro. Es anaerobia estricta e inmóvil. Tiene un tamaño de 0,5 μm de ancho por 1-2 μm de largo. Forma colonias traslúcidas, de color gris y con bordes irregulares tras 48 horas de incubación. Catalasa negativa. Tiene un genoma de 1,9 Mpb y un  contenido de G+C de 61,2%. Se ha aislado de heces de perro. 